# Cycloseris tenuis
Espèce
Synonymes
- Cycloseris erosa Doderlein, 1901
- Fungia tenuis Dana, 1846 (préféré par UICN)

Cycloseris tenuis est une espèce de coraux appartenant à la famille des Fungiidae.